# Koji Noguchi
Koji Noguchi (Prefectura de Chiba, 5 de juny de 1970) és un futbolista japonès que disputà un partit amb la selecció japonesa.